# Impatiens humifusa
Impatiens humifusa är en balsaminväxtart som beskrevs av Georg Martin Schulze. Impatiens humifusa ingår i släktet balsaminer, och familjen balsaminväxter. Inga underarter finns listade i Catalogue of Life.